# Elisabeth Johansen
Elisabeth Maria Sara Johansen (geb. Henningsen; * 1. August 1907 in Uummannaq; † 21. Juni 1993 ebenda) war eine grönländische Landesrätin. Sie war die erste Frau, die in Grönland ein politisches Amt ausübte.

## Leben

### Frühe Jahre
Elisabeth Johansen wurde 1907 als Tochter von Johan Emil Hans Henningsen (1876–1952) und Johanne Marie Gjertrud Fleischer (1880–1959) in Uummannaq geboren. Am 23. Juli 1938 heiratete sie den Udstedsverwalter Karl Isak Kristian Viktor Johansen (1915–1958), Sohn von Lars Jens Jakob Johansen (1884–?) und Magdalene Abigael Hedvig Pollas (1888–?). Das Paar bekam fünf Kinder: Astrid (* 1938), Severin (1941–2005), Henrik Kristian (* 1943), Lars Emil (* 1946) und Ole (* 1950).
Elisabeth Johansen war in ihrer Jugend als Kiffaq (Dienstmädchen) für eine dänische Familie tätig. Als die Familie 1923 nach Dänemark reiste, kam Elisabeth mit, um als Kindermädchen zu arbeiten. Sie lernte Dänisch und begann nach einem Jahr in Uummannaq sich ab 1925 als Hebamme ausbilden zu lassen. Von 1927 bis 1928 war sie im Krankenhaus in Fakse tätig und 1931 schloss sie ihre Ausbildung am Rigshospitalet als erste Grönländerin mit Bestnote ab.

### Arbeit als Hebamme
1932 begann sie in Uummannaq als Hebamme zu arbeiten. Nebenher musste sie im Krankenhaus aber auch als Operationsassistentin, Haushälterin, Köchin oder Dolmetscherin aushelfen. Als sie 1938 ihren Mann heiratete, zog das Paar nach Ukkusissat, wo er als Udstedsverwalter diente, während Elisabeth im Ort weiterhin als Hebamme tätig war. 1946 zog die Familie weiter nach Illorsuit. Die Arbeit als Hebamme kam in Illorsuit mit seinen etwa 150 Einwohnern mit der einer Altenpflegerin gleich, zudem machte sie sich als Näherin verdient. 1956 gründete sie einen Frauenverein. Nach dem Tod ihres Manns 1958 zog sie mit ihren fünf Kindern, die zu diesem Zeitpunkt zwischen 8 und 20 Jahre alt waren, zurück nach Uummannaq, um ihnen eine bessere Schulbildung zu ermöglichen.

### Karriere im Landesrat
1948 wurde das Wahlrecht für Frauen eingeführt, aber anfangs gab es noch keine Frauen, die sich aufstellen ließen. Bald begann aber Grønlands Arbejder Sammenslutning damit bei ihr anzufragen, ob sie sich für Grønlands Landsråd aufstellen lassen möchte, was Elisabeth Johansen wegen ihrer minderjährigen Kinder ablehnte. 1959 stellte sie sich schließlich auf und war die erste Person, die eine Wahlkampagne durchführte. Sie wurde als erste Frau in den Landesrat gewählt. Bereits ihr Vater war von 1911 bis 1916 Mitglied im ersten gewählten Landesrat Nordgrönlands, ebenso war ihr Mann von 1945 bis 1950 Landesrat gewesen.
Während ihrer politischen Karriere setzte sie sich vor allem gegen die Urbanisierung, für verstärkte Rechte für Grönländer im Vergleich zu den Dänen im Land sowie für einen verstärkten Kampf gegen Alkoholmissbrauch ein. Sie wurde 1963, 1967 und 1971 jeweils im Amt bestätigt und war damit nicht nur 16 Jahre lang Landesrätin, sondern überhaupt die einzige weibliche Landesrätin, die das Land zu verzeichnen hat, da der Landesrat 1979 abgeschafft und im Zuge der Hjemmestyre durch das Inatsisartut ersetzt wurde. Während sie die letzte Legislaturperiode noch gemeinsam mit ihrem in Nuuk lebenden Sohn Lars Emil bestritt, folgte ihr aus Uummannaq nach ihrem Ausscheiden ihr Sohn Severin. Lars Emil wurde später unter anderem auch Minister, Premierminister und Parlamentspräsident und ist neben Jonathan Motzfeldt (1938–2010) wohl der bedeutendste Politiker der Landesgeschichte. Sie war auch Mitglied mehrerer Ausschüsse- und Kommissionen, z. B. ab 1969 in der Frauenkommission, die 1975 vier zweisprachige Publikationen zu den Lebensbedingungen grönländischer Frauen herausgab.

### Späte Jahre
Nach ihrem altersbedingten Ausscheiden aus dem Landesrat 1971, ging sie 1972 auch als Hebamme in Rente. Als ab 1977 die ersten grönländischen Parteien entstanden, trat sie wie Severin und Lars Emil der sozialdemokratischen Siumut bei.
Elisabeth Johansen war Trägerin der Kongelige Belønningsmedalje. 1973 wurde sie zur Ritterin des Dannebrogordens ernannt, 1981 zur Ehrenbürgerin von Uummannaq und 1989 mit dem Nersornaat in Silber ausgezeichnet. Elisabeth Johansen starb 1993 im Alter von 85 Jahren in Uummannaq.